# Malgadonta idioptila
Malgadonta idioptila is een vlinder uit de familie tandvlinders (Notodontidae). De wetenschappelijke naam van deze soort is voor het eerst geldig gepubliceerd in 1916 door Bethune-Baker.
De soort komt voor in tropisch Afrika.